# Eschborn-Francoforte 2019
La Eschborn-Francoforte 2019, cinquantasettesima edizione della corsa, valida come ventiduesima prova dell'UCI World Tour 2019 categoria 1.UWT, si è svolta il 1º maggio 2019 su un percorso di 187,5 km, con partenza da Eschborn e arrivo a Francoforte sul Meno, in Germania. La vittoria è stata appannaggio del tedesco Pascal Ackermann, che ha completato il percorso in 4h 23' 36" alla media di 42,678 km/h precedendo il connazionale John Degenkolb e il norvegese Alexander Kristoff.
Al traguardo di Francoforte sul Meno 93 ciclisti, dei 153 partiti da Eschborn, hanno portato a termine la competizione.

## Squadre e corridori partecipanti
| N.      | Cod. | Squadra                   |
| ------- | ---- | ------------------------- |
| 1-7     | UAD  | UAE Team Emirates         |
| 11-18   | SUN  | Team Sunweb               |
| 21-27   | ALM  | AG2R La Mondiale          |
| 31-37   | WGG  | Wanty-Gobert Cycling Team |
| 41-48   | TBM  | Bahrain-Merida            |
| 51-57   | BOH  | Bora-Hansgrohe            |
| 61-67   | TDD  | Team Dimension Data       |
| 71-77   | TFS  | Trek-Segafredo            |
| 81-87   | TKA  | Team Katusha Alpecin      |
| 91-97   | AST  | Astana Pro Team           |
| 101-108 | EF1  | EF Education First        |

| N.      | Cod. | Squadra                       |
| ------- | ---- | ----------------------------- |
| 111-117 | LTS  | Lotto Soudal                  |
| 121-127 | PCB  | Team Arkéa-Samsic             |
| 131-137 | CPT  | CCC Team                      |
| 141-147 | COF  | Cofidis, Solutions Crédits    |
| 151-158 | ICA  | Israel Cycling Academy        |
| 162-169 | NSK  | Neri Sottoli Selle Italia KTM |
| 171-176 | TDE  | Total Direct Énergie          |
| 181-187 | SVB  | Sport Vlaanderen-Baloise      |
| 191-197 | ROP  | Roompot-Charles               |
| 201-207 | GAZ  | Gazprom-RusVelo               |
| 211-217 | WVA  | Wallonie Bruxelles            |

## Ordine d'arrivo (Top 10)
| Pos. | Corridore           | Squadra      | Tempo    |
| ---- | ------------------- | ------------ | -------- |
| 1    | Pascal Ackermann    | Bora         | 4h23'36" |
| 2    | John Degenkolb      | Trek         | s.t.     |
| 3    | Alexander Kristoff  | UAE          | s.t.     |
| 4    | Davide Cimolai      | Israel       | s.t.     |
| 5    | Hugo Hofstetter     | Cofidis      | s.t.     |
| 6    | Baptiste Planckaert | Wallonie     | s.t.     |
| 7    | Davide Gabburo      | Neri Sottoli | s.t.     |
| 8    | Lawrence Naesen     | Lotto        | s.t.     |
| 9    | Marco Haller        | Katusha      | s.t.     |
| 10   | Grega Bole          | Bahrain-Mer. | s.t.     |